# 1980 (음반)
《1980》은 미국의 싱어송라이터 길 스콧-헤론 과 키보디스트 브라이언 잭슨 의 스튜디오 앨범이다. 이들이 함께 만든 9번째 앨범은 1979년 8월부터 10월까지 두 뮤지션 간의 창작적 긴장이 고조되던 시기에 녹음되었으며, 1980년 2월 아리스타 레코드를 통해 발매되었다.
스콧-헤런과 잭슨은 말콤 세실과 함께 1980을 프로듀싱했으며 드러머 하비 메이슨, 기타리스트 말로 헨더슨, 트럼본 연주자 빌 왓러스를 포함한 많은 스튜디오 뮤지션들과 함께 공연했다. 그들은 디스코, 댄스, 뉴웨임 등 현대 팝 음악의 소리를 정식 재즈 펑크 스타일로 통합했다. 잭슨은 노래를 편곡하고 앨범 커버 사진에 등장한 세실의 톤토 신디사이저를 포함한 많은 악기를 연주했다. 스콧-헤론의 가사는 핵에너지와 인종차별, 그리고 삶에 대한 압력과 미래에 대한 두려움과 같은 미국 사회의 현대적인 문제를 탐구한다. 몇몇 노래들은 흑자 권력 운동이 쇠퇴하는 가운데 아프리카계 미국인들이 사이에서 유지되는 이데얼리즘에 대해 이야기한다.
앨범은 빌보드 톱 LP & 테이프 차트에서 82위를 기록했으며 R&B 및 재즈 차트에도 영향을 미쳤다. 비평가들의 성공으로, 음악적 특성과 스콧-헤론의 주제로 칭찬을 받았다. 1980 스콧 헤론과 잭슨의 마지막 앨범으로 밝혀졌다.

## 배경
1970년대에 길 스콧-헤론은 아프리카계 미국인 음악계 에서 유명한 보컬리스트, 스포큰워드 시인, 작곡가로 자리매김했다. 25th와 Lenox (1970)의 음성 녹음 Small Talk로 데뷔하면서, 그는 인종 불평등과 같은 10년의 전환기에 흑인들에게 영향을 미치는 현대 사회 문제에 대한 신랄한 논평을 썼다.
그는 키보디스트 Brian Jackson과 함께 작곡하고 녹음한 음악에 가사를 붙이기 시작했는데, 그 중에는 Pieces of a Man (1971)과 Winter in America(1974) 등이 있다. 두 사람이 함께 녹음한 9개 앨범 중 하나이다. 결국 Midnight Band라는 백킹 앙상블을 결성하게 된다.  Scott-Heron은 펑크 리듬에 맞춰 스포큰워드 보컬을 연주함으로써 1910년대 후반에 주류로 떠오르던 힙합 음악의 선구자가 되었다. 
그러나 1970년대 후반에 이르러 Scott-Heron이 Midnight Band의 Jackson의 음악적 방향을 점점 더 침해하고 그들의 작곡 기여를 지배하면서 결국 Jackson을 편곡 과 연주 역할로 전락시키면서 두 사람의 창작 관계는 악화되었다.  비평적으로 성공했지만, 그들의 앨범은 미국에서 점점 더 무관심해지는 정치적 분위기 속에서 겸손하게 판매되었고, 이로 인해 Clive Davis ( Arista 레코드 레이블의 수장)는 1978년 Secrets를 위해 Malcolm Cecil을 영입했고, 이로 인해 두 사람의 파트너십은 더욱 긴장되었다.  Stevie Wonder, Billy Preston, Weather Report의 1970년대 앨범에 참여한 유명하고 독특한 프로듀서인 Cecil은 빈티지와 맞춤형 모듈식 신시사이저를 모두 갖춘 TONTO 스튜디오 시스템을 개발했다.  Midnight Band를 위한 그의 새로운 전자 음악적 방향은 블루스와 어쿠스틱에 더 관심이 있는 Scott-Heron의 불만에도 불구하고 다양한 요소와 재즈 즉흥 연주를 실험할 기회로 여긴 Jackson을 흥분시켰다.  잭슨은 음악가로서 자신의 창작 파트너가 안전지대를 벗어나기에는 너무 불안하다고 생각했지만 스콧-헤론은 그가 자신의 경력을 발전시키기 위해 상황을 이용하고 있다고 비난했으며 이는 Secrets를 홍보하는 긴장된 콘서트 투어 에서 더 많은 논쟁을 예고했다. 
두 사람의 창의적인 차이와 히트곡 대한 아리스타의 갈수록 불태워지는 가운데, 스콧-헤론은 배우 브렌다 사이크스 관계에 감정적 지지를 발견하고 탈출을 찾았고, 1978년 12월에 결혼하여 동부 서부 해안 함께 집을 나눴다. 스콧-헤론은 그녀가 가까이 있을 때 공연에 집중하고 활력이 많지만 결혼 생활의 대부분을 투어에서 보냈고 종종 알코올과 마약에 의존했다. 그의 마약 사용은 비밀 투어의 끝으로 격화되면서, 미드나이트 밴드는 임금과 두 사람의 증가하는 긴장에 대한 우려로 헤어지기 시작했다. 

## 녹음 및 제작

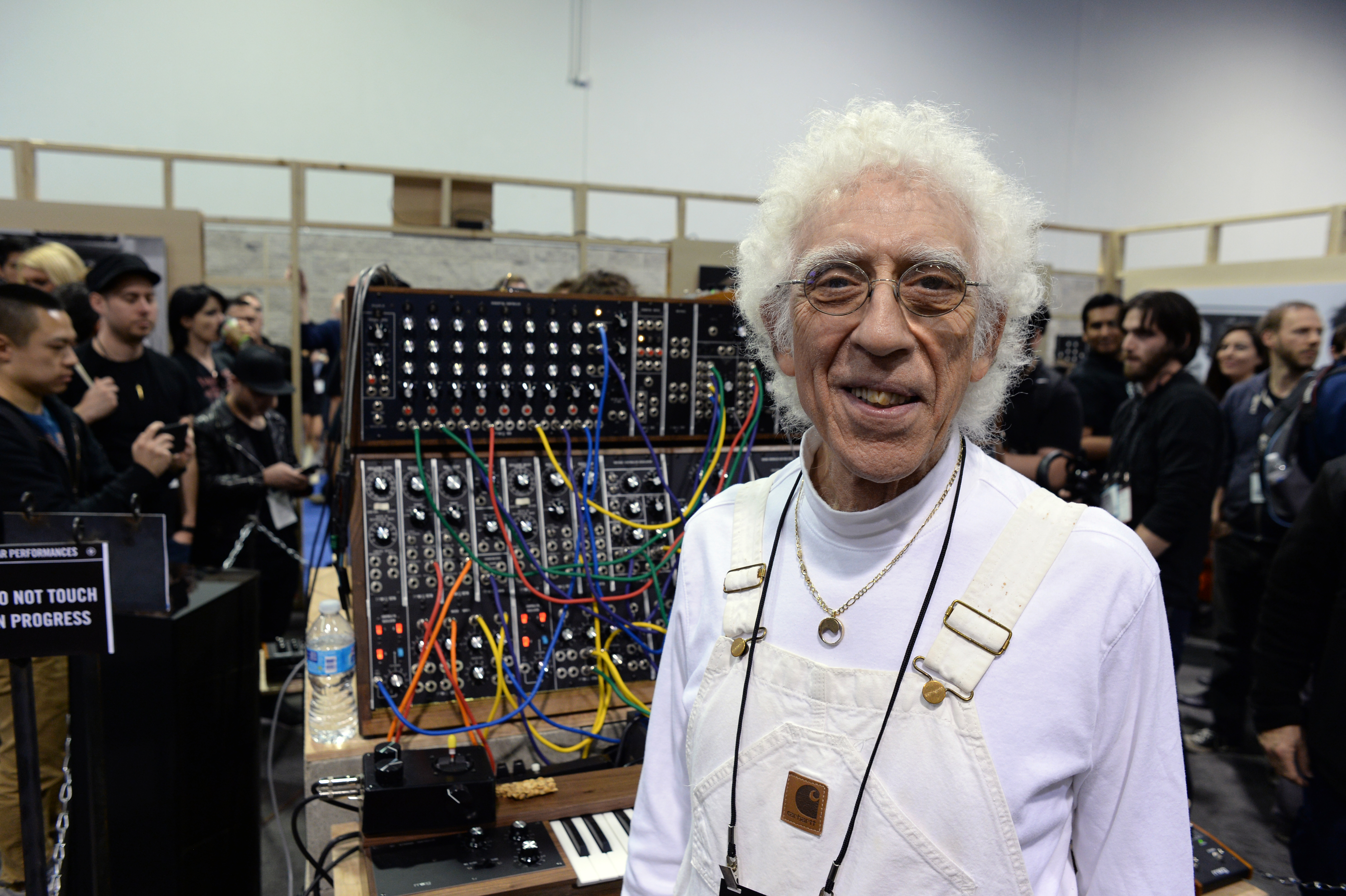
2015년 TONTO 신디사이저와 함께한 말콤 세실

스콧-헤론과 잭슨은 1980 8월부터 1979년 10월까지 녹음했다. 스콧-헤론은 대부분의 노래를 작곡했고 잭슨은 모든 곡을 편곡했다. 두 뮤지션 모두 공동 프로듀서 말콤 세실과 함께 앨범을 제작했다. 그들은 드럼 연주자 하비 메이슨, 기타리스트 마로 헨더슨, 트롬보니스트 빌 워터스 포함한 음악가 팀에 의해 동반되었다.
1980, 스콧-헤론은 R&B와 힙합과 같은 현대 음악 스타일에서 대중화 된 전자 사운드를 받아들였다. 트리스탄 바흐 (Tristan Bath)의 말에 따르면, 1980 스콧-헤론과 잭슨의 이전 녹음에서 나온 재즈 Akkor드, 약한 키보드, 아프리카 중심 테마와 함께 "디스코와 미래주의 댄스 음악 트로프"를 선호했다. 피치포크의 네이트 패트린은 두 음반 모두 음악가들이 현대 음악의 "합성, 댄스 플로어에서 주도된" 트렌드를 채택하고 "펑크, 디스코 비트" 설정을 "팝 친화적인 시위곡"으로 채택했다고 말했다. "엑스클라임"의 의견으로- ⁇ !데이비드 다크스의 작품으로, 스콧-헤론은 "지속 재즈 펑크 변화하는 음악적 트렌드를 통합하려고 노력했다".
스콧-헤론은 타이틀곡의 편안한 비트, 재즈 영향을 받은 리듬과 부드러운 기타 연주, 그리고 아프리카 펑크 뿌리 리듬을 합성자 소리와 결합하는 "샤흐 MOT (The Shah Is Dead/Checkmate) "의 제작에 대해 강력하고 감정적으로 노래했다. "코너즈"에서, 1970년대 펑크의 기타와 헤비 바스 리프는 1980년대 뉴웨이브 음악을 특징으로 하는 "스페이시" 합성기와 결합되어 있다. "Shah MOT (The Shah Is Dead/Checkmate) "와 "Late Last Night"은 잭슨이 톤토 합성기를 연주하면서 녹음되었으며, 따뜻한 템브러와 하반기 음색을 생산했다. "코너스"는 스콧-헤론이 잭슨과 함께 작곡한 마지막 곡이다.

## 가사와 주제
1979년을 살아가는 우리에게 1980년은 21세기처럼 느껴졌다. 1984년, 오웰의 종말이 코앞으로 다가오면서 우리는 걱정이 많았다... 베트남 전쟁이 몇 년 앞으로 다가왔지만, 우리 중 많은 사람들은 여전히 70년대에 희망의 빛을 보았다. 하지만 지금은 길이 '1980'이라는 노래에서 한탄하듯이 '75년, 1969년으로 거슬러 올라가는 것조차 없었다.
1980 스콧-헤론의 이전 앨범의 사회적으로 의식 주제로 이어져 있으며, 핵에너지와 대기업 ("Shut 'Um Down"), 인종차별 ("Willing"), 그리고 정부 억압 ("Shah MOT") 등 그 시대의 주요한 문제들을 다루고 있다. "Shut 'Um Down"는 반핵 메시지를 담고 있으며, "Alien (Hold On to Your Dreams) "는 캘리포니아에서 불법 멕시코 이민자들의 어려움을 촉진한다. 타이틀 트랙은 과거에 대한 반성과 함께 미래에 대한 외로움과 실망감을 표현한다.올뮤직의 제프 슈워터에 따르면, "스콧-헤론의 10 년 말 초점은 1970 년 데뷔, 스몰 토크 125번과 레녹스에서 그의 초점과 눈에 띄게 비슷하다. 기술 및 다른 덜 중요한 영역의 발전에도 불구하고 많은 미국인들에게 사회적 및 정치적 변화가 아직 오지 않았다. "
스콧-헤론의 가사는 흑인 미국인들의 추락 이후의 이념을 탐구한다. "1980"는 "흑인 운동을 살아있게 만들기 위해 창의적인 방법으로 노력하는 흑인 남성의 소리를" 발표하고, US 블랙 엔지니어 & IT 잡지의 Umoja Sasa에 따르면, 노래의 리프레인을 인용한다: "이기는 1980년이고, 75년으로 돌아갈 길이 없다. 특히 1969년 / 1980년이고 최근 아무도 나에게 문이 1984년 어떻게 열릴지 묻지 않았다". 노래는 아프리카-아메리카 문화 혁신을 착취하고 결국 폐기하는 것에 대해서도 언급한다 ("부지-우지'는 잃어버린 것 중 어딘가에 있다"). "샤흐 MOT (샤흐는 죽었다/ 체크메이트) "에서 아프리카계 미국인 사회 운동은 1979년 이란 혁명 우려와 관련이 있으며, 이 운동은 샤 모하메드 레자 파흐라비 전복시켰다. "나의 이름은 당신의 이름이다 / 우리의 목표는 하나의 목표이며 우리는 필요 형태를 두 번 인식할 수 있다; 거리로 가져가십시오! 당신이 만나는 모든 사람들에게 말하십시오! 전쟁 드럼이 울리는 것을 들으면 할 일을 해보십시오! 그것을 공중에 올려 놓으십시오! 어디에나 퍼뜨려주세요! 당신이 거기에 있어야 할 것을 알 때 할 일을 해 보십시오. "스콧-헤론은 노래에서 묻기 전에 "샤 Mot! 자세히 보세요, 누가 닮았습니까?"

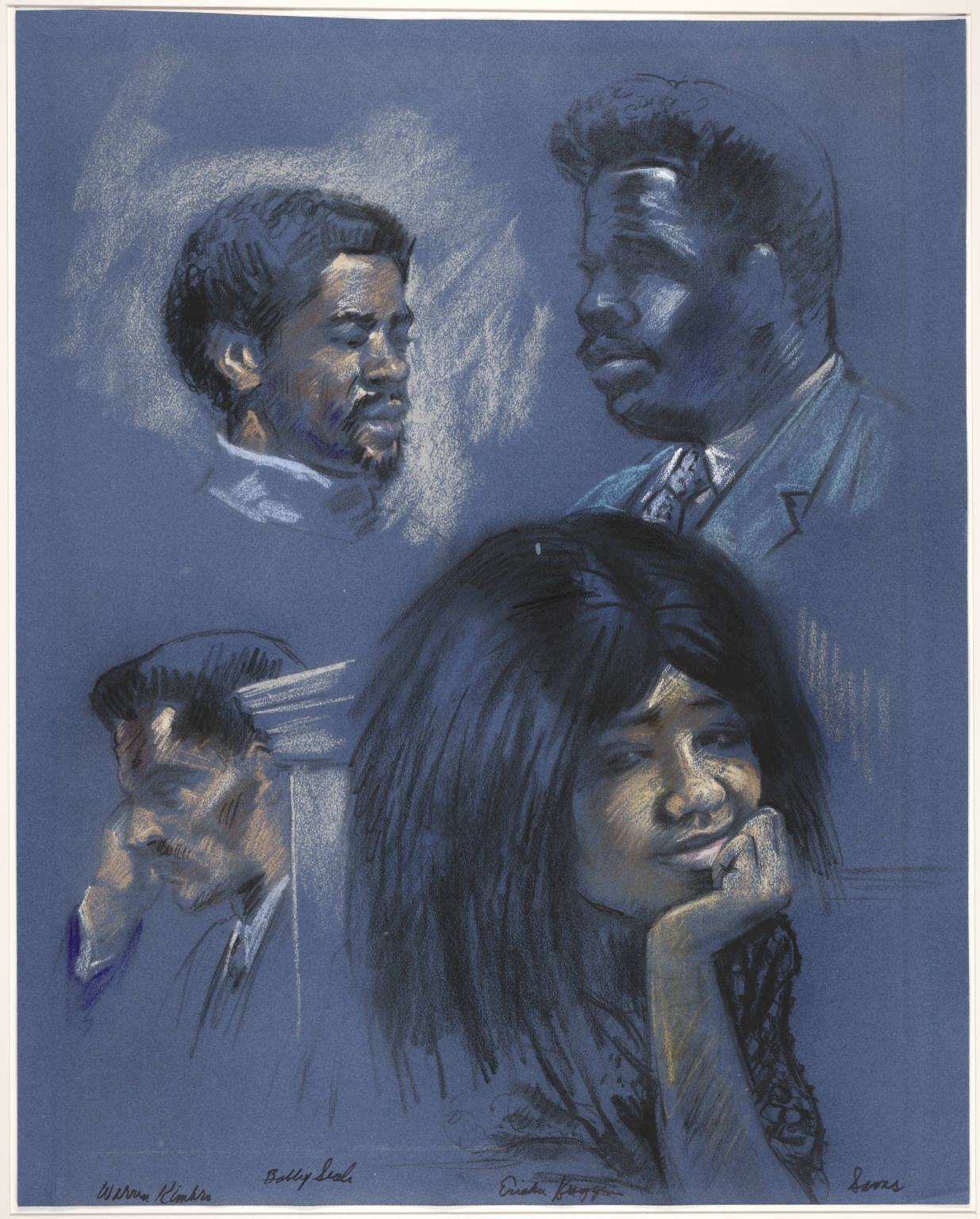
로버트 템플턴이 1971년 뉴헤이븐 블랙 팬서 재판 피고인을 그린 법정 스케치. 흑인 권력 운동의 쇠퇴는 "1980"과 "Push Comes to Shove"와 같은 노래의 숨은 의미로 작용한다.

흑인 사회 의식에 대한 더 많은 우려는 "추스트 코즈 ⁇ 브"에서 탐구되어 있으며, 이는 1980 년대에 아프리카계 미국인들이 1960 년대에서 유명한 흑인 지도자들의 죽음이나 감옥에 갇혀있는 것으로 어떻게 영향을 받았는지에 관한 것이다. 생활에서 타협 필요성을 주제로 한 스콧-헤론은, 이것은 일부 흑인들이 주류 미국 생활에 성공적으로 전환한 것과 관련이 있다.
아무도 당신이 한 약속에 대해 당신을 편애해서는 안 된다.

그들은 당신을 알게 되었고 불태웠기 때문이다;

이상주의적이라는 것을 보여주었다;

모두가 우리 모두가 타협해야 한다는 것을 깨달아야 한다;

밀쳐낼 때 정장과 넥타이를 매야 했다.

밀기는 일생에 한 번뿐이다.

마음속에 있는 것을 알아내기 위해 밀어붙이기 시작한다.

자신이 무엇으로 만들어졌는지 정확히 찾기 위해 밀기 시작한다.— 스콧-헤런, "밀어내는 자가 온다", 1980

"추스트 커즈 ⁇ 스"과 "윌링"은 스콧-헤론의 철학을 삶의 압력에 대해 표현한다. 앨범의 마지막 트랙 "Late Last Night"은 그의 투어 생활과 음악을 작성하는 과정에 영감을 받아, 호텔 방에서 노래를 생각하면서 깨어났지만 작곡하기 위해 종이나 악기를 찾을 수 없다는 이야기를 담았다. 서사지는 그가 호텔의 라운지 피아노를 사용하기 위해 직원과 싸우고, 방해 속에서 노래의 멜로디와 가사를 기억을 잃는 것을 발견한다.
앨범 전체에 걸쳐 스콧-헤론의 가사는 알렉스 서스킨드가 워크 시에서 "미래가 무엇을 가지고 있는지 두려워하지만, 모든 사람들을 위해 사회가 작동하도록 하기 위해 개인으로서 우리가 해야 할 노력에 대해 의식"이라고 묘사했다. "코너즈"에 대해 스콧-헬론은 "앞으로 다가오는 십 년 동안의 멸망의 임박한 감각을 신호한다"라고 서스킨드에 따르면, 그는 가사를 인용한다: "십 년의 전환은 공간에 매달린 표시기와 / 페이지의 구부리는 것과 같은 인위 정의이다. " 로버트 크리스타우 1980 대상을 "협상 (필요한), '존전' (cop-out), 외계인 (존전), 샤 (죽은), 길 (장), 그리고 미래 (이곳) "로 요약한다.

## 표지 사진
앨범의 표지판에 스콧-헤론과 잭슨은 톤토 합성기 앞에 앉아 있는 사진이 찍혔다. 이 사진을 되돌아보며, The Wire의 마크 스킨커는 두 뮤지션이 "스타트렉 부츠와 게리 누먼 장갑을 입고 컴퓨터 기술의 은행 앞에 포즈를 취하는 것"을 " 바보처럼 보였다. "라고 말했다. 그러나 그는 이 기간 동안 스콧-헤론과 잭슨이 있었던 창의적인 "rut"에 대한 그의 해석을 확장했다. "그들의 작은, 따뜻하고 사적인 성당에서의 예배와 실시간으로 통일된 음향 공간은 그들에게 효과가있었다. 그러나 그것은 레트로처럼 보이기 시작했다. 그들은 앞으로 나아가고 싶어한다. "

## 리셉션과 유산

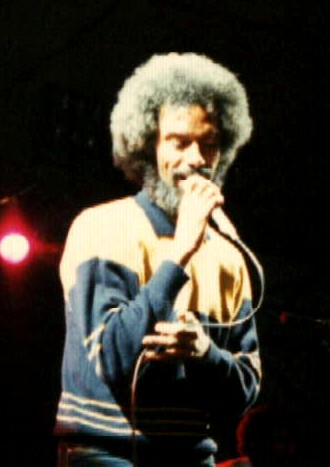
1980년대의 스콧-헤론

1980은 1980년 2월 Arista Records 에서 LP 로 발매되었다. "Shut 'Um Down"과 "Willing"은 각각 3월과 5월에 싱글 로 발매되었다. 이전 싱글은 R&B 싱글 차트 에서 68위를 기록했다.

1980년 3월, 크리스타가우가 빌리지 보이스에 앨범을 검토하면서, 그 달의 "피크 히트"이자 스콧-헤론과 잭슨의 최고의 음반이라고 불렀다. 그는 가사를 박수하며 "음악은 기능적이지만", "음악이 유혹적이며 노래는 따뜻하다". 블랙 뮤직 & 재즈 리뷰 제프 브라운은 스콧-헤론의 노래는 "시각시 우리 모두를 괴롭히는 삐걱거리는 의심"을 완화하는 몇 가지 치료법 중 하나라고 말했다. 또한 "검은 예술가들은 요즘은 사랑과 춤의 주제에 대해 설득력있게 쓸 수 있다". 1980년 말, 크라이스트가우는 매년 파즈 & Jop 비평가 설문조사를 동반하는 목록에서 올해의 32번째 최고의 음반으로 선정했다.
| 전문가 평가                        | 전문가 평가 |
| 평가 점수                          | 평가 점수   |
| 출처                               | 점수        |
| ---------------------------------- | ----------- |
| AllMusic                           | [ 12 ]      |
| Black Music & Jazz Review          | [ 6 ]       |
| The Great Rock Discography         | 6/10        |
| The New Rolling Stone Record Guide | [ 30 ]      |
| The Village Voice                  | A−          |

이 앨범은 스콧-헤론과 잭슨이 함께 마지막으로 만든 앨범으로 밝혀졌다. 잭슨은 그 해 파트너십을 떠나 뉴저지에서 다른 음악 프로젝트를 위해 활동을 시작했다. 스콧-헤론의 후속 녹음들은 1980 정치적인 논평에 대한 폭력을 확대했고, 1980년대 로널드 레이건 대통령에 대한 가혹한 공격으로 이어졌다. 미국 "새롭고 불확실한 십대에 진입"하면서 앨범의 많은 관찰은 슈워스터에 따르면 "감각적이고 감동적인" 것으로 나타났다. 그의 의견에 따르면, 프로덕션은 합성기, 뿔, 배경 보컬의 예외적인 조정이 있는 과거 음악 스타일을 유지했으며, 이 모든 것은 레코드에 "시대의 아우라와 일치하는 품질을 제공했다" 특히 "Alien (Hold On to Your Dreams) "에.
1980 2009년 11월 17일에 소울 브라더 레코드에서 CD 형식으로 재판매되었다. 2011년 4월 26일, 체르노빌 참사25주년을 기념하여, The Nation는 "Shut 'Um Down"를 1위를 차지하는 10개의 최고의 반핵 노래 목록을 발표했다.

## 트랙 목록
모든 노래는 명시된 경우를 제외하고 Gil Scott-Heron이 작곡하고 작곡했다.
1면
1. "Shut 'Um Down" – 5:28
2. "에일리언 (Hold On to Your Dreams)" – 4:09
3. "의지" – 4:16
4. "코너" (Scott-Heron 작사; Brian Jackson 작곡) – 4:47

두 번째 측면
1. "1980" – 6:20
2. "푸쉬가 밀어내려고 온다" - 3:37
3. "샤 MOT (샤는 죽었다/체크메이트)" – 4:04
4. "Late Last Night" – 4:25

- 1면과 2면은 CD 재발행의 트랙 1–8로 결합되었다.

## 인원
크레딧은 앨범의 라이너 노트에서 따왔다.
- 에드 브래디 - 기타 (사이드 2: 트랙 1과 2)
- 말콤 세실 - 엔지니어링, 혼합, 생산, 생산 지원
- 칼 콘웰 - 플루트, 색소폰 (사이드 2: 트랙 1과 2)
- 돈 대번포트 - 아트 디렉션
- 존 포드 - 표지 사진
- 고든 굿윈 - 뿔
- 말로 헨더슨 - 기타 (사이드 1: 트랙 1, 2, 4; 사이드 2: 트랙 4)
- 브라이언 잭슨 - 어쿠스틱 피아노, 편곡, 백보컬(사이드 1: 트랙 1), 드럼(사이드 1: 트랙 1), 일렉트릭 피아노, 케틀 드럼(사이드 2: 트랙 3), 키보드 베이스, 프로덕션, 신디사이저, TONTO 신디사이저(사이드 2: 트랙 3)
- 론 켈럼 - 아트 디렉션
- 하비 메이슨 - 드럼 (면 1: 트랙 2에서 4; 면 2: 트랙 1에서 4)
- 마티 맥콜 - 백 보컬
- 길 스콧-헤론 - 프로덕션, 보컬
- 데니스 시리아스 - 뿔
- 줄리아 워터스 - 백보컬
- 맥신 워터스 와델 - 백보컬
- 빌 왓러스 - 뿔

## 차트
| 차트(1980)                     | 정점 위치 |
| ------------------------------ | --------- |
| 미국 빌보드 탑 LP 및 테이프    | 82        |
| 미국 최고 R&B 앨범 ( 빌보드 )  | 22        |
| 미국 최고 재즈 앨범 ( 빌보드 ) | 7         |

## 또한 참조
- 아프리카계 미국인 역사에서 시민권 후 시대
- 진보적인 영혼

## 참고문헌
1. 1 2  Suskind, Alex (2013년 6월 11일). “Gil Scott-Heron & Brian Jackson”. 《Wax Poetics》. 2018년 12월 21일에 원본 문서에서 보존된 문서. 2018년 12월 22일에 확인함.
2. 1 2 3 4 5 6 7 8 9 10  Baram 2014.
3. ↑  Suskind, Alex (2013년 6월 11일). “Gil Scott-Heron & Brian Jackson”. 《Wax Poetics》. 2018년 12월 21일에 원본 문서에서 보존된 문서. 2018년 12월 22일에 확인함.
4. ↑  Bogdanov, Vladimir, 편집. (2003). 〈Gil Scott-Heron〉. 《All Music Guide to Soul: The Definitive Guide to R&B and Soul》. Hal Leonard Corporation. 604쪽. ISBN 0879307447.
5. ↑   (미디어 설명). |제목=이(가) 없거나 비었음 (도움말)
6. 1 2  《Black Music & Jazz Review》. |제목=이(가) 없거나 비었음 (도움말)
7. ↑  Bath, Tristan (2014년 11월 26일). “Cold Comfort: Gil Scott-Heron & Brian Jackson's Winter In America”. 《The Quietus》. 2018년 12월 21일에 확인함.
8. ↑  Patrin, Nate (2011년 5월 30일). “Gil Scott-Heron”. 《Pitchfork》. 2018년 12월 21일에 확인함.
9. ↑  Dacks, David (2010년 2월 20일). “Gil Scott-Heron: Pioneering Poet”. 《Exclaim!》. 2018년 12월 21일에 확인함.
10. 1 2  《US Black Engineer & IT》. |제목=이(가) 없거나 비었음 (도움말)
11. 1 2  Suskind, Alex (2013년 6월 11일). “Gil Scott-Heron & Brian Jackson”. 《Wax Poetics》. 2018년 12월 21일에 원본 문서에서 보존된 문서. 2018년 12월 22일에 확인함.
12. 1 2 3  Schwachter, Jeff. “1980 – Gil Scott-Heron”. AllMusic. 2016년 7월 18일에 확인함.
13. ↑  《US Black Engineer & IT》. |제목=이(가) 없거나 비었음 (도움말)
14. ↑  《The Nation》. |제목=이(가) 없거나 비었음 (도움말)
15. ↑  《Black Music & Jazz Review》. |제목=이(가) 없거나 비었음 (도움말)
16. 1 2  《US Black Engineer & IT》. |제목=이(가) 없거나 비었음 (도움말)
17. ↑  Schwachter, Jeff. “1980 – Gil Scott-Heron”. AllMusic. 2016년 7월 18일에 확인함.
18. 1 2  《US Black Engineer & IT》. |제목=이(가) 없거나 비었음 (도움말)
19. 1 2  Christgau, Robert (1980년 3월 31일). “Consumer Guide”. 《The Village Voice》. 2016년 7월 18일에 확인함.
20. ↑  《Black Music & Jazz Review》. |제목=이(가) 없거나 비었음 (도움말)
21. ↑  Suskind, Alex (2013년 6월 11일). “Gil Scott-Heron & Brian Jackson”. 《Wax Poetics》. 2018년 12월 21일에 원본 문서에서 보존된 문서. 2018년 12월 22일에 확인함.
22. ↑  Christgau, Robert (1980년 3월 31일). “Consumer Guide”. 《The Village Voice》. 2016년 7월 18일에 확인함.
23. ↑  Suskind, Alex (2013년 6월 11일). “Gil Scott-Heron & Brian Jackson”. 《Wax Poetics》. 2018년 12월 21일에 원본 문서에서 보존된 문서. 2018년 12월 22일에 확인함.
24. 1 2  《The Wire》. |제목=이(가) 없거나 비었음 (도움말)
25. 1 2  Strong, Martin (2004). 《The Great Rock Discography》 7판. Canongate U.S. 946–7쪽. ISBN 1841956155.
26. ↑  “1980 – Gil Scott-Heron: Awards”. AllMusic. n.d. 2013년 8월 12일에 원본 문서에서 보존된 문서. 2013년 8월 12일에 확인함.
27. ↑  Christgau, Robert (1980년 3월 31일). “Consumer Guide”. 《The Village Voice》. 2016년 7월 18일에 확인함.
28. ↑  《Black Music & Jazz Review》. |제목=이(가) 없거나 비었음 (도움말)
29. ↑  Christgau, Robert (1981년 2월 9일). “The Year of the Lollapalooza”. 《The Village Voice》. 2016년 7월 18일에 확인함.
30. ↑  Marsh, Dave; Swenson, John, 편집. (1983). 《The New Rolling Stone Record Guide》. Random House/Rolling Stone Press. 449쪽. ISBN 0394721071.
31. ↑  《The Wire》. |제목=이(가) 없거나 비었음 (도움말)
32. ↑  Schwachter, Jeff. “1980 – Gil Scott-Heron”. AllMusic. 2016년 7월 18일에 확인함.
33. ↑  “1980 [Soul Brother] – Gil Scott-Heron”. AllMusic. 2018년 12월 22일에 확인함.
34. ↑  《The Nation》. |제목=이(가) 없거나 비었음 (도움말)
35. ↑   (미디어 설명). |제목=이(가) 없거나 비었음 (도움말)
36. ↑  “1980 – Gil Scott-Heron: Awards”. AllMusic. n.d. 2013년 8월 12일에 원본 문서에서 보존된 문서. 2013년 8월 12일에 확인함.